# Plaza del Príncipe (Santa Cruz de Tenerife)

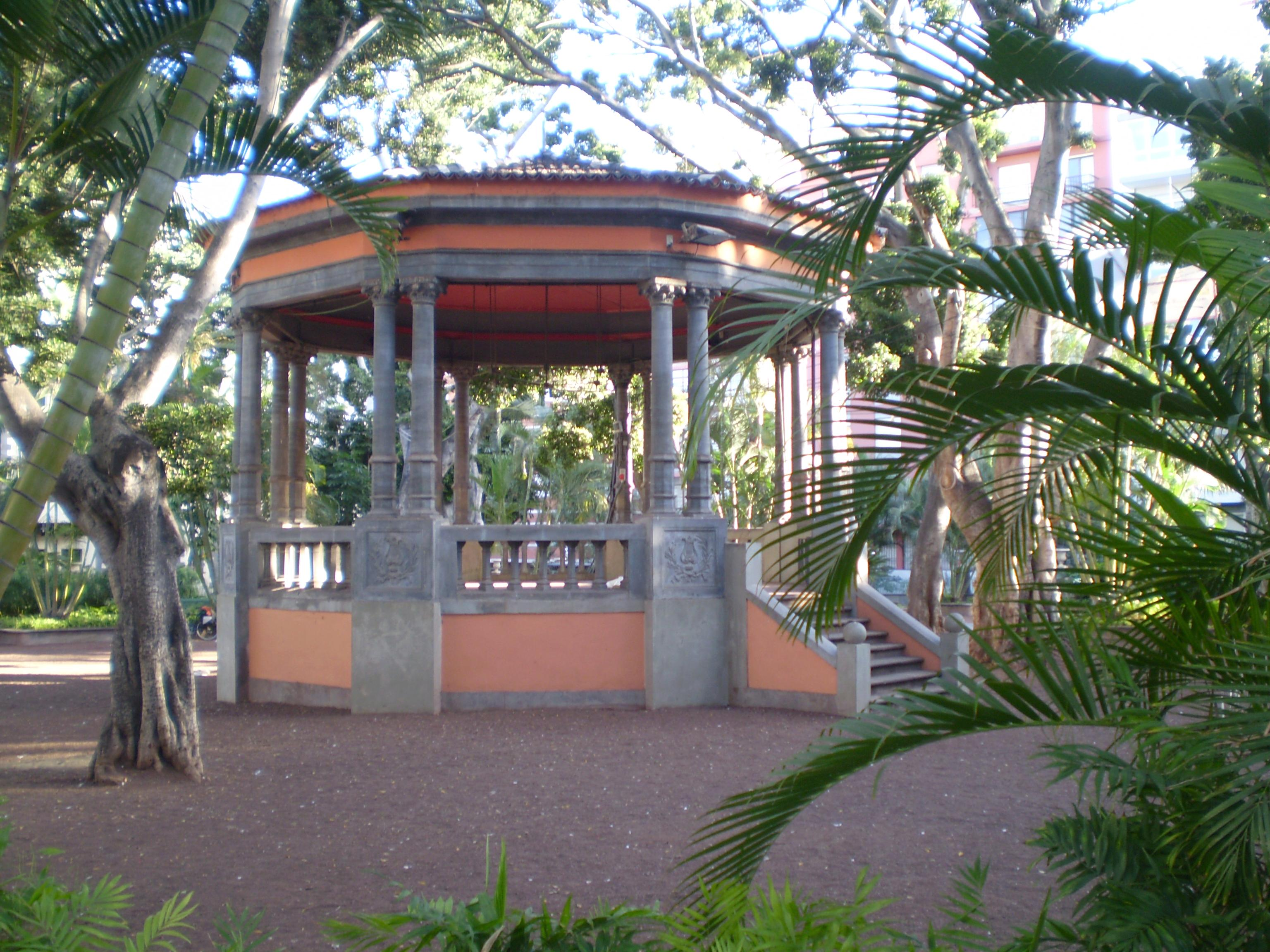
Templete central

Aunque conocida comúnmente como plaza del Príncipe, su nombre completo es plaza del Príncipe de Asturias. Está situada en el centro de Santa Cruz de Tenerife (Canarias, España), entre las calles Villalba Hervás, Valentín Sanz, Ruiz de Padrón y José Murphy. 

## Su historia
Su trazado data de 1857 y fue proyectada por Manuel de Oraá y Arcocha. Su nombre viene del por el entonces Príncipe de Asturias, Alfonso XII. Se construyó sobre el huerto del convento de San Pedro de Alcántara, en la entonces trasera de la iglesia (actualmente Iglesia de San Francisco). 
Curiosamente, en 1852 el ayuntamiento tiene noticias de que la Capitanía General quiere comprar ese solar para establecerse allí, pero el dueño se encontraba en Cádiz y se negó a vender; no fue hasta 1857 cuando se efectúa la operación de compra de los terrenos por un total de 90.000 reales pagados al contado.
El 29 de octubre de 1860 se inaugura la plaza del Príncipe Alfonso, que fue su nombre original, aunque en ese momento sólo se había corregido el desnivel existente y no era más que una explanada.

## La plaza
A la entrada de la plaza, hay dos estatuas procedentes de Génova que representan la Primavera y el Verano. También destaca un templete central, aunque en origen, lo que existía era una fuente, que fue sustituida en 1929 por el quiosco actual, y numerosos laureles de Indias (Ficus nitida), algunos de ellos plantados el 29 de octubre de 1860 y que fueron enviados desde Cuba.
Más recientemente, en la última década del siglo XX, se instaló, en uno de sus laterales, un grupo escultórico denominado Courage, obra de Hanneke Beaumont de 1995, realizado en bronce y acero, cuyas dimensiones son 280 x 85 x 85 cm y 165 x 520 x 255 cm. Este grupo escultórico destaca por su representación escénica; está compuesto por cuatro figuras humanas distribuidas en dos grupos enfrentados; uno de los grupos lo forman tres figuras y el otro una sola.
En 2013 fue instalada una estatua de bronce en memoria de Don Enrique González Bethencourt, fundador de la Afilarmónica NiFú-NiFá y padre de las murgas canarias.

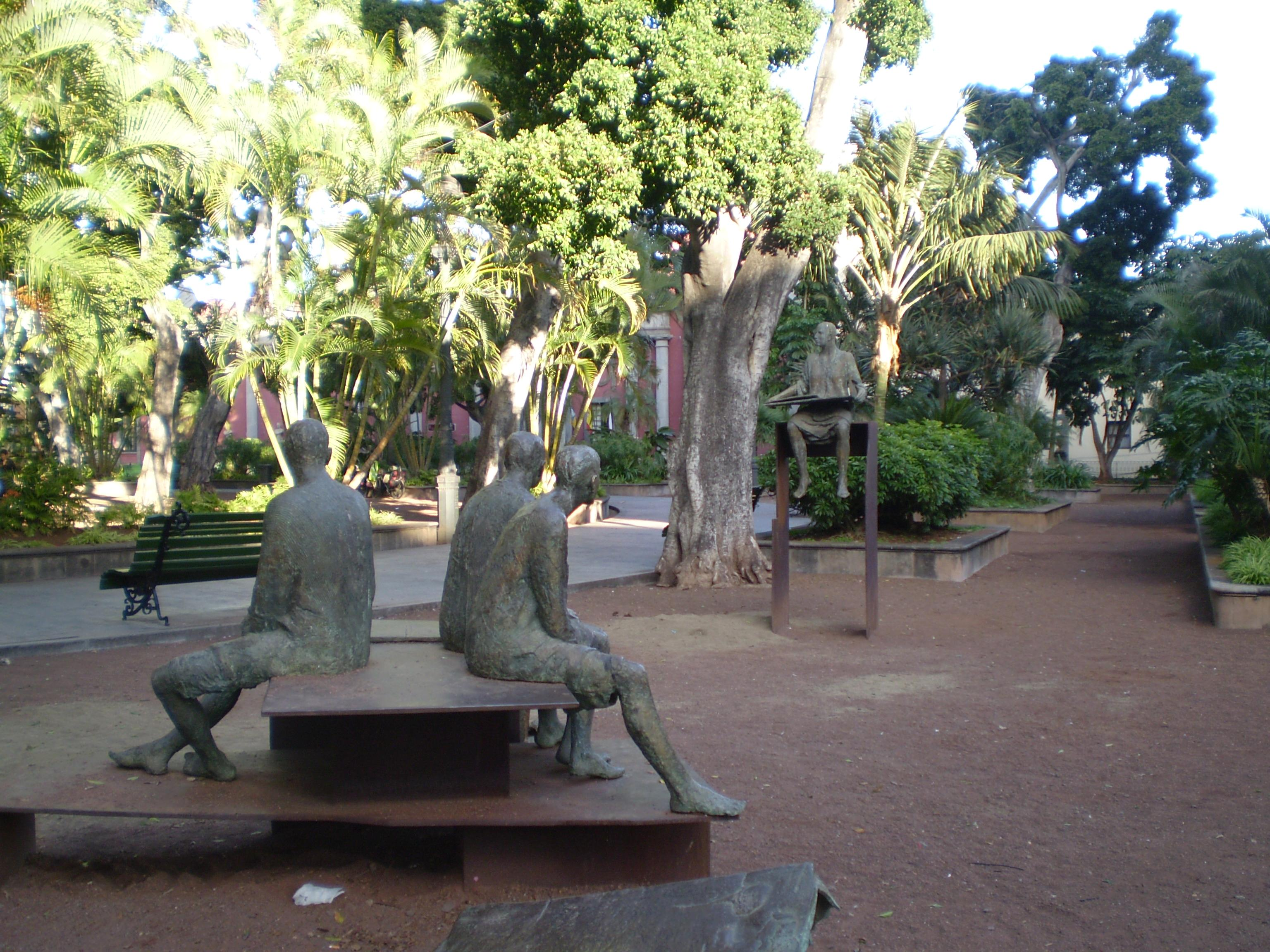
Courage (grupo escultórico)
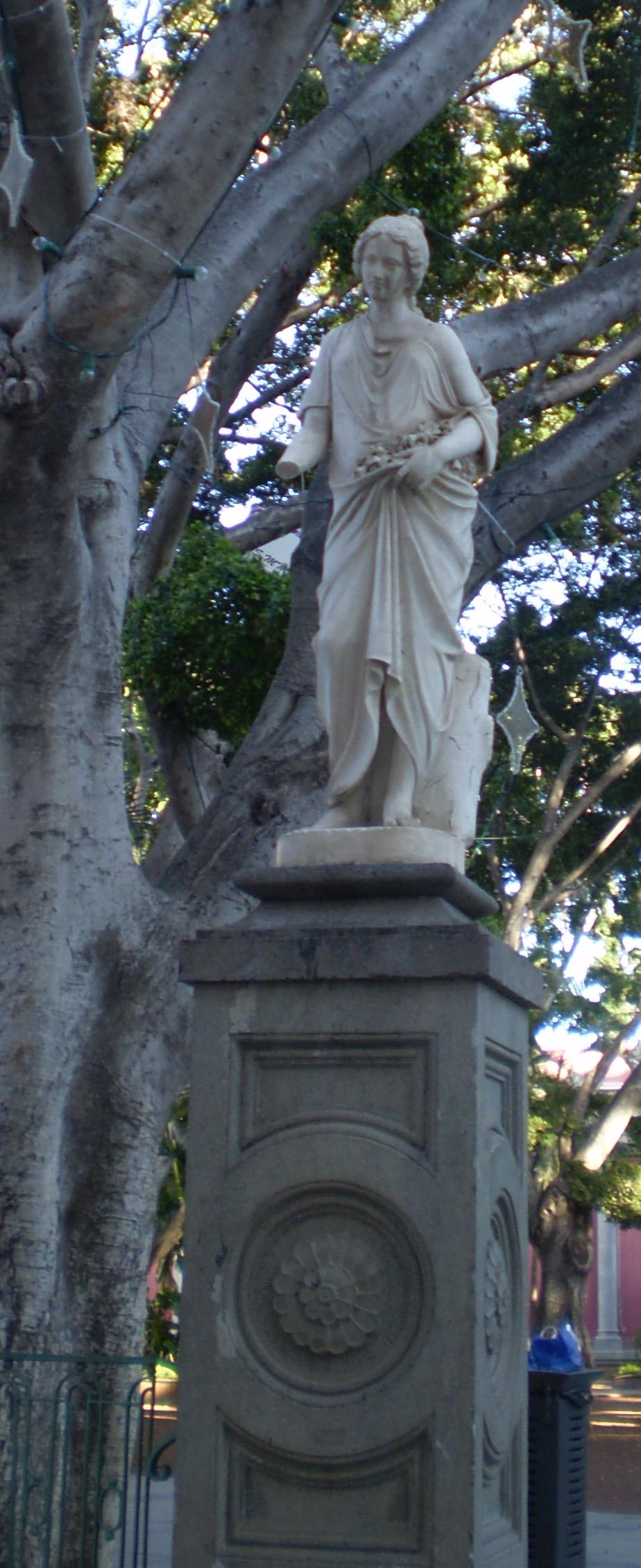
Estatua que representa a la Primavera
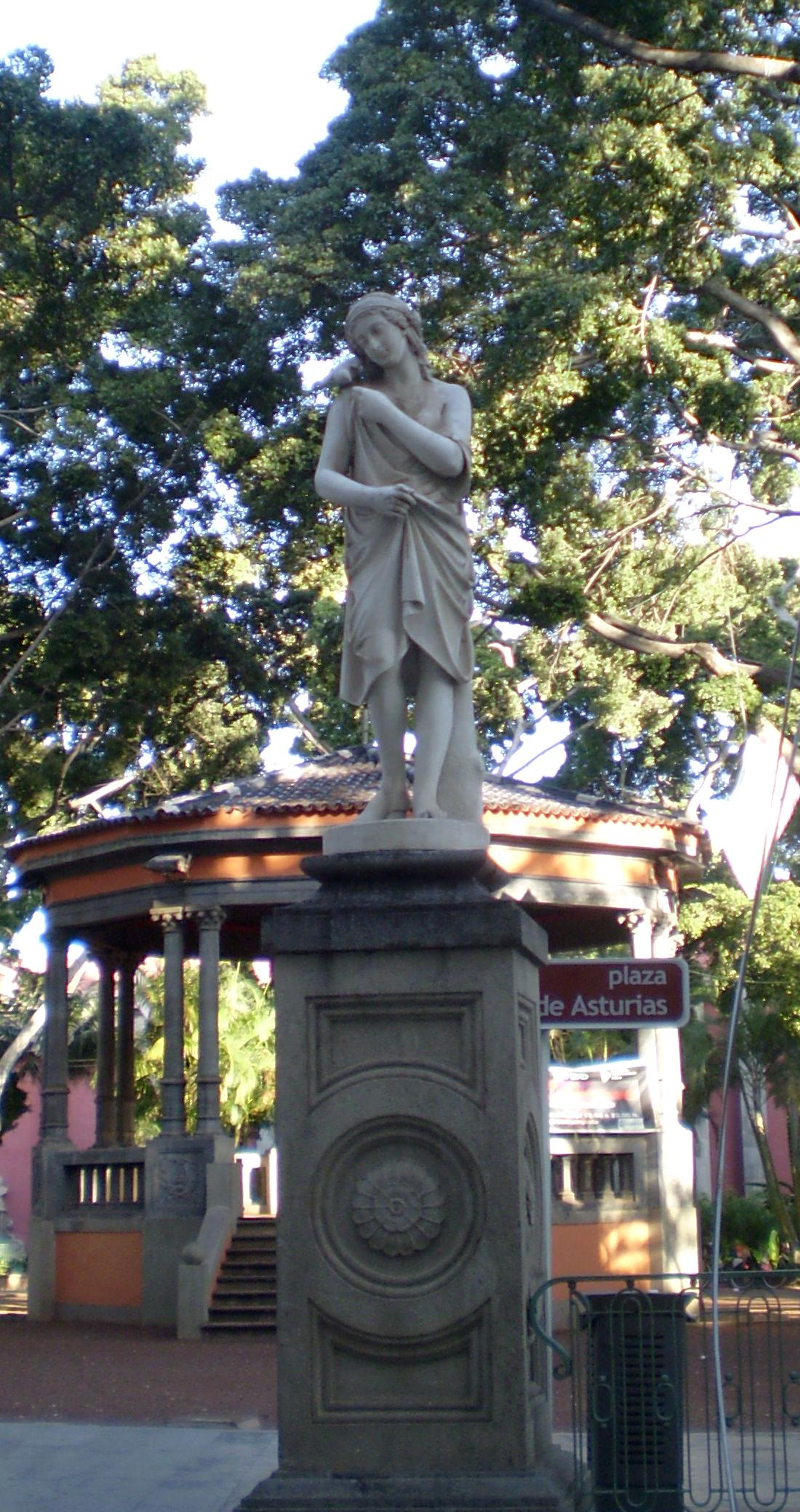
Estatua que representa al Verano
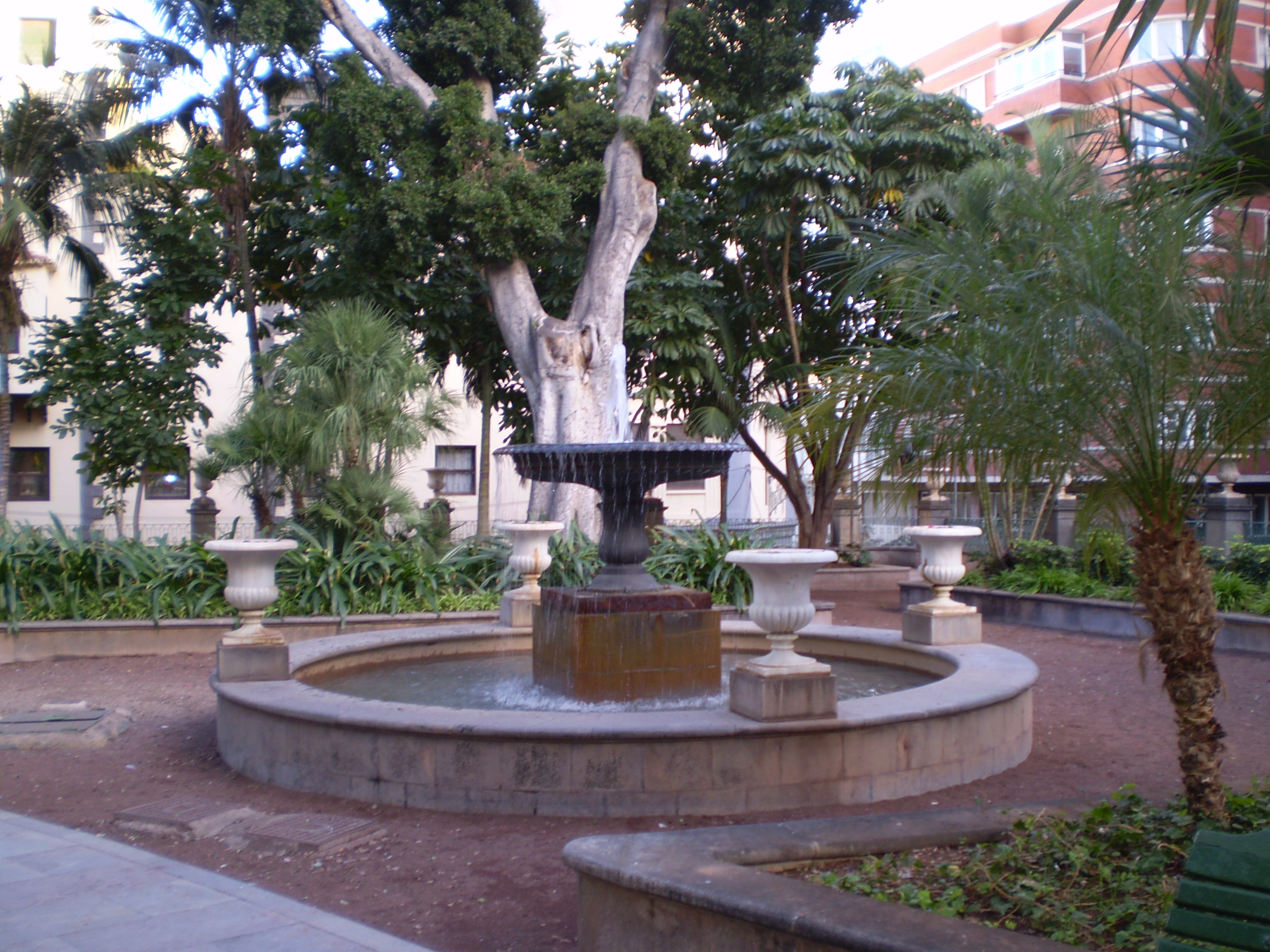
Fuente
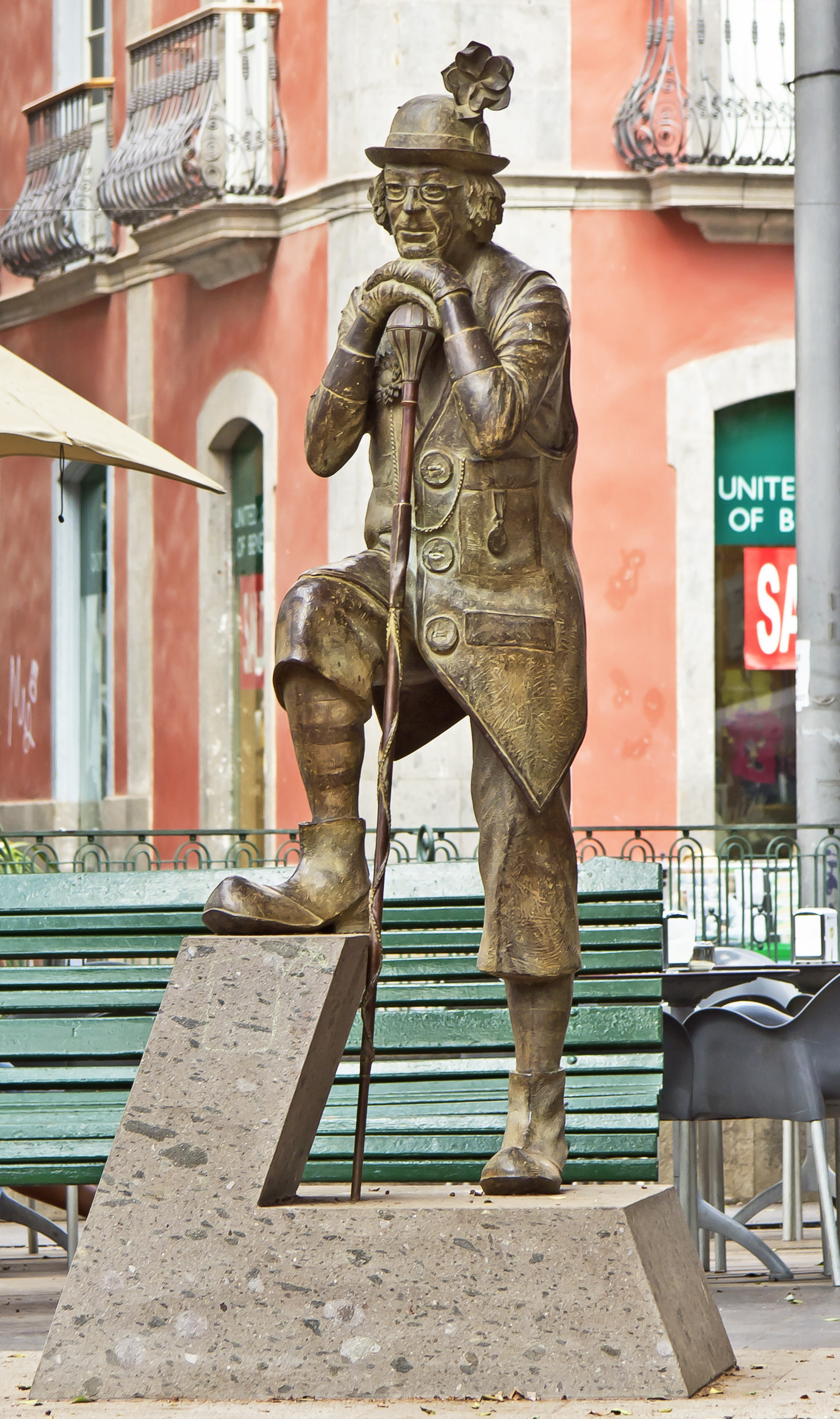
Estatua de Don Enrique González Bethencourt